# Batalha de Trifano
A Batalha de Trifano foi uma batalha da Guerra Latina travada entre a República Romana, conduzida por Tito Mânlio Imperioso Torquato, e as cidades da Liga Latina. Assim como a Batalha do Vesúvio, travada no mesmo ano, resultou também numa vitória romana.

## Ordem de batalha
Os romanos já havia derrotado os latinos numa primeira batalha campal na Batalha do Vesúvio, depois da qual os latinos fugiram para Minturno e dali seguiram para Véscia, onde se reagruparam. Numísio imediatamente tentou reerguer o moral das tropas latinas argumentando que os romanos não teriam vencido de fato a batalha:
| “ | Os romanos venceram apenas nominalmente, estando, de fato, na condição de derrotados. As cortinas dos dois cônsules eram de luto: uma pela execução de seu filho e a outra pela morte do cônsul ofertado em sacrifício. O exército inteiro deles foi feito em pedaços! | ” |
|   | — Lívio, Ab Urbe Condita VIII, 11.. |   |

Com este discurso, conseguiu recrutar mais tropas entre latinos e volscos.

## Batalha
A batalha foi travada em Trifano, entre Sinuessa e Minturno, segundo o relato de Lívio:
| “ | Os dois exércitos, antes mesmo de montarem seus acampamentos, largaram a bagagem, iniciaram o combate e encerraram a guerra. As tropas inimigas foram dizimadas de tal forma que, quando o cônsul levou seu exército vencedor para devastar o território latino, eles se renderam, do primeiro ao último. | ” |
|   | — Lívio, Ab Urbe Condita VIII, 11.. |   |

O território dos latinos, dos privernatos e o de Falerno, até o rio Volturno, foi dividido entre os plebeus romanos.